# Ida Nowakowska
Ida Victoria Nowakowska-Herndon (ur. 7 grudnia 1990 w Warszawie) – polsko-amerykańska tancerka, aktorka, prezenterka telewizyjna i osobowość telewizyjna.

## Życiorys
Od dziecka ma podwójne obywatelstwo, amerykańskie i polskie. Jest córką pisarza Marka Nowakowskiego (1935–2014) i Joanny Marii Żamojdo (ur. 1956), siostrzenicy malarza Jana Lebensteina (1930–1999).
Ukończyła Ogólnokształcącą Szkołę Baletową im. Romana Turczynowicza w Warszawie zdobywając tytuł najlepszej absolwentki szkół baletowych w Polsce. W 2014 ukończyła kierunek aktorstwa na Wydziale Teatru, Filmu i Telewizji na Uniwersytecie Kalifornijskim w Los Angeles, studiowała też na uczelnianym Wydziale Nauk Politycznych ze specjalizacją w relacjach międzynarodowych. Prowadziła szkołę tańca Axial Pointe School of Contemporary Ballet w Los Angeles.
Była solistką Teatru Muzycznego „Roma” w Warszawie, w którym występowała w musicalach: Piotruś Pan, Taniec wampirów, Koty i Upiór w operze. Była aktorką i tancerką stołecznego teatru Janusza Józefowicza Studio Buffo, w którym brała udział w musicalach: Metro i Romeo i Julia. Tańczyła w nowojorskim Metropolitan Opera w La Bayadere i zagrała główną rolę w musicalu Reel to Real w Lincoln Center. Zagrała główną rolę w filmie Out of Reach.

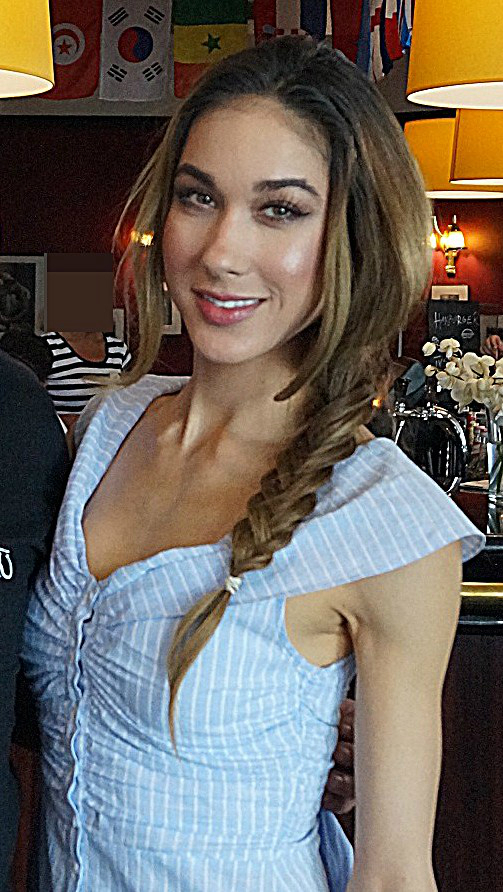
Nowakowska (2018)

W 2007 zajęła pierwsze miejsce w kategorii tańca współczesnego w Ogólnopolskim Konkursie Tańca w Gdańsku i uczestniczyła w pierwszej edycji programu rozrywkowego TVN You Can Dance – Po prostu tańcz. W 2008 została prowadzącą program Przymierzalnia na młodzieżowym kanale ZigZap. W 2009 zdobyła trzecie miejsce na Ogólnopolskim Konkursie Tańca w Gdańsku, pierwsze miejsce w Międzynarodowych Zawodach Tap Dance i pierwsze miejsce na festiwalu baletowym „Złote Pointy” w Szczecinie oraz zdobyła Puchar Polski w Disco Dance. Była jurorką w dziewiątej edycji programu TVN You Can Dance – Po prostu tańcz (2016) i talent show CBS The World’s Best (2019).
W 2018 nawiązała współpracę z Telewizją Polską. Dla stacji prowadziła programy: Bake Off Junior (2018), talent show The Voice Kids (od 2019), Ameryka da się lubić (2020), Szlak Nadziei (2020) i You Can Dance – Nowa generacja (2021-2023), poza tym współprowadziła poranny program TVP2 Pytanie na śniadanie (2019–2023), noworoczne koncerty Sylwester marzeń z Dwójką (2017–2022) i wakacyjną trasę koncertową TVP2 Lato, muzyka, zabawa. Wakacyjna trasa Dwójki (2018–2022), a także była jurorką programu TVP2 Dance Dance Dance (2019–2021). W 2020 została prowadzącą międzynarodowego programu Virtuosos V4+. Gramy w tym samym języku/Wirtuozi V4+. Międzynarodowy talent show. Ponadto dla TVP Kobieta zrealizowała cykl ćwiczeń gimnastycznych dla kobiet w ciąży Trenuj z TVP Kobieta (2021) i program o tematyce rodzicielskiej Od niemowlaka do przedszkolaka (2021). W listopadzie 2019 i 2020 współprowadziła finał 17. i 18. Konkursu Piosenki Eurowizji Junior, a w latach 2021-2023 przedstawiała punktację polskiego jury w czasie finału Konkursu Piosenki Eurowizji.
Jest Ambasadorem Caritas m.in. akcji "Szkoła Szkole" wspierającej edukację dzieci w Syrii, akcji "Dzień Dobra" m.in. dla dzieci ewakuowanych z pogrążonej w wojnie Ukrainy. Jest Ambasadorem Korpusu Solidarności wspierającego wolontariat oraz Ambasadorem Olimpiad Specjalnych.

## Życie prywatne
W 2015 poślubiła Jacka Herndona, z którym studiowała aktorstwo na Uniwersytecie Kalifornijskim w Los Angeles. 7 maja 2021 urodziła syna, Maksymiliana Marka. Deklaruje się jako katoliczka.

## Nagrody
W 2009 otrzymała tytuł najlepszej absolwentki szkół baletowych w Polsce na prestiżowym konkursie "Złote Pointy". W 2016 otrzymała nagrodę od czytelników magazynu „Glamour” za wygraną w kategorii talent roku. W 2021 otrzymała Srebrny i Złoty BohaterON za realizację programu Szlak nadziei, a także zwyciężyła w plebiscycie Gwiazdy Party magazynu „Party”. W 2022 odebrała nagrodę dla charyzmatycznej osobowości medialnej i wybitnej artystki scenicznej na gali Polish Businesswomen Awards. W 2023 otrzymała Wiktora Publiczności i statuetkę „Osobowość roku” na gali Gala „Osobowości i Sukcesy” w Warszawie.
W 2022 znalazła się na 19. miejscu rankingu 100 najcenniejszych kobiecych marek osobistych według „Forbes Women Polska”; jej wartość rynkowa została wyceniona na ponad 90 mln zł.

## Teatr

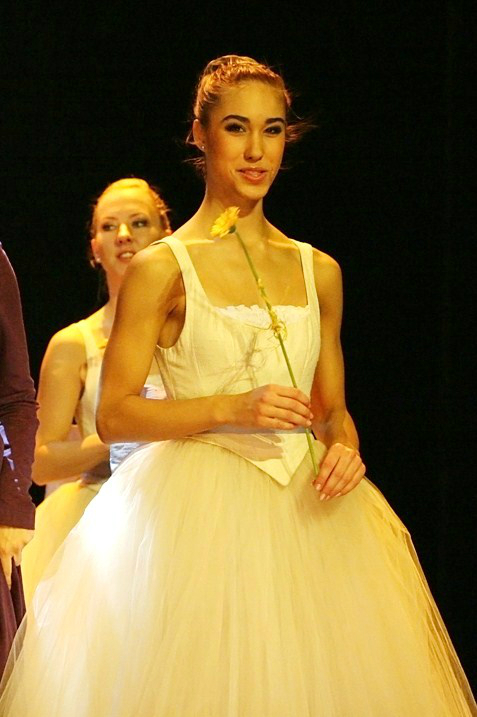
Nowakowska w spektaklu Upiór w operze w Teatrze Muzycznym „Roma” (2008)

| Spektakle teatralne i balety |                      |                                         |                                       |
| Rok                          | Tytuł                | Rola                                    | Państwo/Teatr                         |
| 2000                         | Piotruś Pan          | Jane oraz Tiger Lilly (zespół taneczny) | Polska, Teatr Muzyczny „Roma”         |
| 2002                         | La Bayadère          | zespół taneczny                         | Stany Zjednoczone, Metropolitan Opera |
| 2003                         | Metro                | zespół taneczny                         | Polska, Studio Buffo                  |
| 2003                         | Les Troyens          | zespół taneczny                         | Stany Zjednoczone, Metropolitan Opera |
| 2003                         | Reel to real         | główna rola                             | Stany Zjednoczone, Lincoln Center     |
| 2004                         | Koty                 | Wiktoria                                | Polska, Teatr Muzyczny „Roma”         |
| 2004                         | Romeo i Julia        | zespół taneczny                         | Polska, Studio Buffo                  |
| 2005                         | Taniec wampirów      | zespół taneczny i wokalny               | Polska, Teatr Muzyczny „Roma”         |
| 2007                         | Akademia pana Kleksa | zespół taneczny i wokalny               | Polska, Teatr Muzyczny „Roma”         |
| 2011                         | Upiór w operze       | Meg Giry                                | Polska, Teatr Muzyczny „Roma”         |

## Filmografia
| Filmy                      |                                            |                              |                              |                                                     |
| Rok                        | Tytuł                                      | Rola                         | Reżyseria                    | Uwagi                                               |
| 1997                       | Bandyta                                    |                              | Maciej Dejczer               |                                                     |
| 2004                       | Poza zasięgiem                             | Irena Morawska               | Po-Chih Leong                |                                                     |
| 2010                       | The Adolescent Ordeals                     | Alexis                       | Adam Jay Ung                 |                                                     |
| 2011                       | Sala samobójców                            | Weronika, córka ministra     | Jan Komasa                   |                                                     |
| 2011                       | Most Wanted                                | tancerka                     | Dallas King                  | film krótkometrażowy                                |
| 2012                       | Joline                                     | Joline                       | Ted Sim                      | film krótkometrażowy                                |
| 2013                       | Trapped                                    | Ballerina                    | Robert G. Phelps             | film krótkometrażowy                                |
| 2013                       | The Player                                 | Julia                        | Hayk Matevosyan              | film krótkometrażowy                                |
| 2016                       | Chapel                                     |                              | Lauren Krikorian, Dean Moro  | film krótkometrażowy                                |
| 2017                       | Murder on the Dance Floor                  | Freyja                       | Patrick Kennelly             | film krótkometrażowy                                |
| 2017                       | Spy vs Spy                                 | Ivanka                       | Jesse Orrall                 | film krótkometrażowy                                |
| 2018                       | Empathetic Aphrodite                       | Elijah                       | Roman Gabriel Arriola        | film krótkometrażowy                                |
| 2020                       | Czyściec                                   | kobieta na przyjęciu         | Michał Kondrat               |                                                     |
| Seriale                    |                                            |                              |                              |                                                     |
| 2006                       | My baby                                    | Kasia, córka Joanny i Leszka | Łukasz Wylężałek             | odcinek 6                                           |
| 2008                       | Na dobre i na złe                          | Aneta                        | Kordian Piwowarski           | odcinek 341                                         |
| 2009                       | Teraz albo nigdy!                          | Ona sama                     | Maciej Dejczer               | odcinek 42                                          |
| Spektakle telewizyjne      |                                            |                              |                              |                                                     |
| 2008                       | Kwatera bożych pomyleńców                  | Panna Lucyna                 | Jerzy Zalewski               |                                                     |
| Programy telewizyjne       |                                            |                              |                              |                                                     |
| 2007                       | You Can Dance – Po prostu tańcz            | uczestniczka                 | Ewa Leja, Grzegorz Piekarski | 1 seria                                             |
| 2008                       | Przymierzalnia                             | prowadząca                   | ZigZap                       |                                                     |
| 2016                       | You Can Dance – Po prostu tańcz            | jurorka                      | Ewa Leja, Grzegorz Piekarski | 1 seria                                             |
| 2018                       | Bake Off Junior                            | prowadząca                   | Jan Kepinski                 | 1 seria                                             |
| 2019                       | The World’s Best                           | jurorka                      | Alex Rudzinski               | 1 seria                                             |
| od 2019                    | Dance Dance Dance                          | jurorka                      | Rinke Rooyens                | 3 serie                                             |
| od 2019                    | Pytanie na śniadanie                       | prowadząca                   | N/A                          |                                                     |
| od 2019                    | The Voice Kids                             | prowadząca                   | Rinke Rooyens                |                                                     |
| 2019                       | Bake Off – Ale ciacho!                     | prowadząca                   | Jan Kepinski                 | 1 seria                                             |
| 2020                       | Ameryka da się lubić                       | prowadząca                   | Leszek Kumański              | 1 seria                                             |
| 2020                       | Szlak nadziei                              | prowadząca                   | Makary Janowski              | 1 seria                                             |
| 2021                       | Trenuj z TVP Kobieta                       | prowadząca                   |                              | 1 seria                                             |
| 2021                       | You Can Dance – Nowa generacja             | Prowadząca                   | Endemol Shine Polska         | 2 serie                                             |
| 2021                       | You Can Dance – Nowa generacja             | jurorka                      | Endemol Shine Polska         | 2 serie                                             |
| 2021                       | Virtuosos V4+. Gramy w tym samym języku    | Prowadząca                   |                              | 2 serie                                             |
| 2021                       | Od niemowlaka do przedszkolaka             | Prowadząca                   |                              |                                                     |
| 2025                       | Halo tu polsat                             | Prowadzący                   |                              |                                                     |
| Teledyski                  |                                            |                              |                              |                                                     |
| 2016                       | „Echoes of the Girl He Knew Before”        | główna rola                  | Hayk                         | autor utworu: Maria Tuadi                           |
| 2019                       | „Taki pooost”                              | Sierota Losu                 | Tomasz Chrapusta             | autor utworu: Praktyczna Pani                       |
| Konkurs Piosenki Eurowizji |                                            |                              |                              |                                                     |
| 2019                       | Konkurs Piosenki Eurowizji dla Dzieci 2019 | prowadząca                   | N/A                          | wraz z Aleksandrem Sikorą i Roksaną Węgiel          |
| 2020                       | Konkurs Piosenki Eurowizji dla Dzieci 2020 | prowadząca                   | N/A                          | wraz z Małgorzatą Tomaszewską i Rafałem Brzozowskim |
| 2020                       | Konkurs Piosenki Eurowizji dla Dzieci 2020 | tancerka                     | N/A                          |                                                     |
| 2021                       | Konkurs Piosenki Eurowizji 2021            | sekretarz Polski             | N/A                          | zastąpiła Mateusza Szymkowiaka                      |
| 2022                       | Konkurs Piosenki Eurowizji 2022            | sekretarz Polski             | N/A                          |                                                     |
| 2023                       | Konkurs Piosenki Eurowizji 2023            | sekretarz Polski             | N/A                          |                                                     |